# 唐津大手口バスセンター

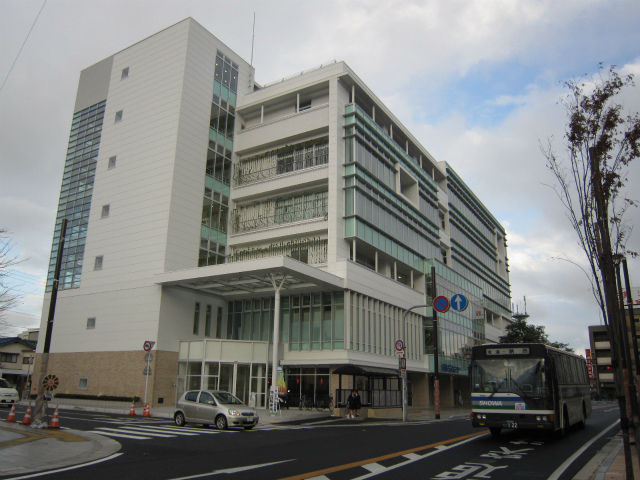
バスセンターが入居する大手口センタービル（愛称:Otte）

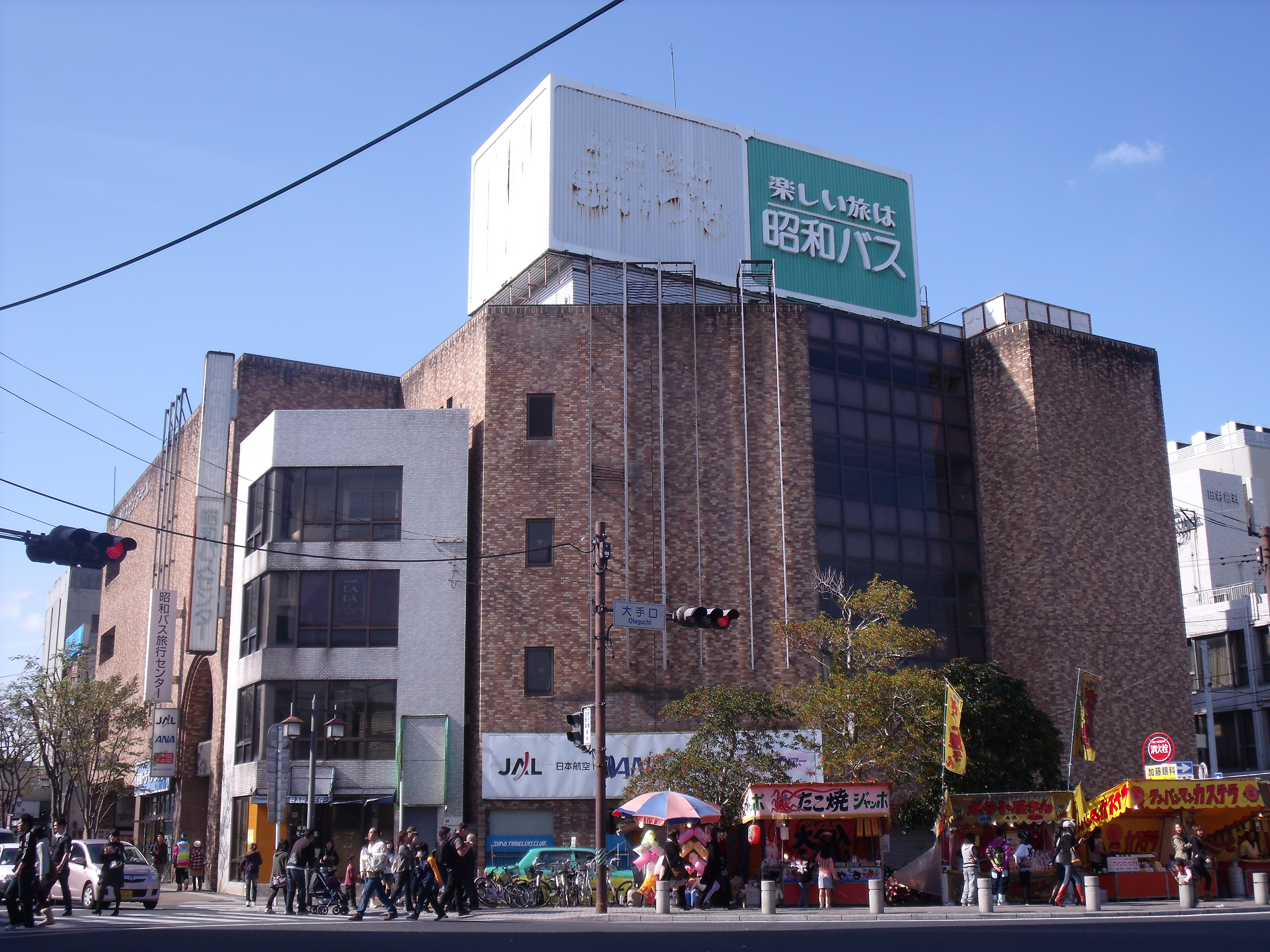
旧唐津大手口バスセンター（2009年）

唐津大手口バスセンター（からつおおてぐちバスセンター）は、佐賀県唐津市南城内（大手口地区）にある昭和自動車（昭和バス）のバスターミナルである。バスの車内放送では「大手口」とだけ案内される。

## 概要
唐津市中心部の大手口に位置し、複合ビル「大手口センタービル」の1階に入居する。昭和バスの唐津地区の路線の運行上の拠点となっており、同社の一般路線バス・高速バス路線が発着する。かつて西鉄バスや西肥バス・長崎県営バスなどが当バスセンターに発着していた時期もあったが、路線廃止や運行撤退により、現在は唐津市内発着のすべての高速・特急バスが昭和バスによる単独運行となったため、当ターミナルには昭和バスのみ発着する。
約400m離れたJR唐津駅北口にも「唐津駅」バス停があるが、発着する路線は市内循環バスのみであるため、鉄道からバスに乗り換える利用者の多くが当バスセンターを利用する。
「Otte（おーて）」を愛称とする大手口センタービルは7階建て。2011年10月18日に落成式を行い、10月20日より店舗の営業を開始、バスセンター機能は同年12月11日より運用開始した。唐津市民交流プラザ（3階）、唐津市役所大手口別館（5階・6階）、レストランやカフェ、書店、コミュニティ放送のFMからつなどが入居する。
旧大手口バスセンターの建物は2010年に解体されている、唐津市の中心市街地活性化を目的に、隣接する旧まいづる百貨店（2000年に閉店、規模縮小して100mほど東の建物に転居）などとともに解体、再開発により現在のビルが建てられている。

## 発着路線
区間便や経由違いの路線の詳細は昭和自動車の項目を参照。
1番のりば
- 北波多・佐賀・伊万里・東唐津・イオン方面など、南東方面のバスが出発する。
  - 大手口 - 松浦橋 - 百人町 - 市民グラウンド前 - 川原橋 - 山本 - 相知駅前 - 多久駅北口 - 小城 - 佐賀駅バスセンター
  - 大手口 - 松浦橋 - 用尺南 - 大土井 - 川原橋 - 千々賀 - 北波多 - 伊万里駅前
  - 大手口 - 松浦橋 - 百人町 - 市民グラウンド前 - 東唐津駅 - 唐津東中高前 - 今組 - 久里 - 山本 - 市民病院きたはた
  - 大手口 - 松浦橋 - 東唐津 - 東唐津駅 - 唐津東中高前（朝のみ）
  - 大手口 - 松浦橋 - 東唐津 - 東唐津駅 - 唐津東中高前 - 鏡山下 - 鏡山小学校前 - 宇木 - 広田（平日日中2便のみ）
  - 大手口 - 松浦橋 - 東唐津 - 東唐津駅 - 唐津東中高前 - 鏡山下 - 浜崎駅北口 - 上柳瀬 - 七山市民センター前（平日夕方2便のみ）
  - 大手口 - 唐津城入口 - 東唐津 - 東唐津駅 - 唐津東中高前 - イオン唐津店（からワンライン）
  - 大手口 - 松浦橋 - 用尺南 - まいづる999前（平日朝1便のみ）
  - 大手口 - 松浦橋 - 用尺南 - 工業高校前（平日朝1便のみ）

2番のりば
- 西唐津駅・鎮西町・肥前町・呼子町・玄海町方面など、北西方面のバスが出発する。
  - 大手口 - 西唐津駅前 - 唐房入口 - 岩野 - 菖蒲／打上 - 呼子（打上経由は平日午後1便のみ）
  - 大手口 - 西唐津駅前 - 唐房入口 - 唐房 - 相賀 - 湊 - みなと園 - 屋形石 - 七ツ釜入口 - 呼子 - 名護屋浜 - 波戸岬国民宿舎（一部便は呼子止め）
  - 大手口 - 西唐津駅前 - 唐房入口 - 岩野 - 石原 - 野元 - 名護屋浜
  - 大手口 - 西唐津駅前 - 唐津フェリーターミナル - 唐房入口 - 岩野 - 石原 - 小加倉 - 値賀 - 玄海エネルギーパーク - 名護屋浜
  - 大手口 - 西唐津駅前 - 唐房入口 - 岩野 - 石原 - 小加倉 - 値賀 - 玄海エネルギーパーク
  - 大手口 - 西唐津駅前 - 唐房入口 - 岩野 - 有浦上 - 金の手 - 唐津青翔高校前 - 古保志気 - 入野
  - 大手口 - 神田 - 竹木場 - 切木 - 万賀里川 - 古保志気 - 入野
  - 大手口 - 神田 - 竹木場 - 唐の川 - 中浦 - 切木小学校前 - 大浦岡 - 満越（日祝日運行なし）
  - 大手口 - 神田 - 竹木場 - 切木 - 梅崎 - 唐津青翔高校前（平日朝1便のみ）

3番のりば
- 高速バス（天神・博多駅方面）とからワンライン（唐津駅・唐津赤十字病院方面）が出発する。
  - 大手口 - 天神 - 博多バスターミナル - 福岡空港（からつ号）
  - 大手口 - 唐津駅 - 町田三丁目 - 唐津赤十字病院 - まいづる999前 - 唐津駅（からワンライン）
  - 大手口 - 唐津駅

旧 辻薬局前
- バスセンターから道路を挟んで向かい側にある。イオン号（無料送迎バス）が出発する。また、福岡からの高速バスの到着はこことなる。

バスセンター降車場
- バスセンターのバス進入路の入口に設置されており、ここからバスセンター内に直接入ることはできない。

唐津信用金庫前（降車場）
- バスセンターから大手口交差点を挟んで斜向かいにある。

## 周辺
- 唐津市役所
- JR唐津駅（徒歩5分程度）
- 唐津信用金庫本店
- 呉服町商店街
- 唐津城
- 唐津神社
- 旧高取家住宅
- 旧大島邸
- 旧唐津銀行本店
- まいづる本店ショッピングプラザ